# Pista de testes
Uma pista de testes automotivos, ou simplesmente pista de testes, é uma pista onde as empresas fabricantes de carros põem seus veículos a prova para suportarem várias condições de direção, antes de colocarem seus carros à venda. É nestas pistas que as montadoras colocam seus carros em condições extremas e imprevisíveis, em diferentes velocidades e com todos os tipos de cargas.
Existem também pistas de testes específicas, que são usadas por montadoras de bólidos de campeonatos automotivos, antes de o campeonato começar (testes de pré-temporada), a fim de se fazer os últimos ajustes aerodinâmicos. Como exemplo deste tipo de pista de testes tem-se o famoso Mugello Circuit, usada pela equipe Ferrari de Formula 1. Outra pista de testes famosa na Formula 1 é o Circuito de Montmeló, usada pelas outras montadoras.